# Léon Zadoc-Kahn
Pour les articles homonymes, voir Kahn.
Léon Zadoc-Kahn, né le 2 septembre 1870 à Paris et mort le 23 novembre 1943 à Auschwitz, est un médecin français, médecin-chef de l'hôpital Rothschild et président du Comité central du Keren Hayessod France, fils du grand-rabbin de France Zadoc Kahn, déporté et assassiné, avec son épouse Suzanne, à Auschwitz.

## Biographie
Léon Zadoc-Kahn naît le 2 septembre 1870, dans le 3e arrondissement de Paris, fils du grand-rabbin de France Zadoc Kahn et d'Ernestine Zadoc-Kahn. Il est le frère de Hélène Weill, Anne Madeleine Zadoc-Kahn, Paul Zadoc-Kahn, Edmond Zadoc-Kahn et Berthe Buna Bruhl.

### Médecin
Léon Zadoc-Kahn devient interne en médecine des hôpitaux de Paris en 1892,. Il est docteur en médecine en 1897.
Il est médecin-chef de l'hôpital Rothschild de 1914 à 1943.

### Première Guerre mondiale
En 1915, Léon Zadoc-Kahn fait partie d'une mission à Salonique, en tant que médecin militaire, voyageant avec le navire-hôpital, le Sphinx.
En 1918, l'American Jewish Year Book (année juive 5678) note son rôle comme colonel.

### LaRevue juive
Léon Zadoc-Kahn est membre de La Revue juive en 1925.

### Sionisme
Léon Zadoc-Kahn est président du Comité central du Keren Hayessod France.
En 1923, Suzanne Zadoc-Kahn fonde avec Yvonne Netter une Union des femmes juives pour la Palestine, qui devient la section française de la WIZO (World International Zionist Organisation).

### Famille
Léon Zadoc-Kahn est l'époux de Suzanne Esther Lang, née le 26 mars 1876 à Paris. Elle est la fille de Ernest Lang et Fleurette Silz Lang. Ernest Lang est né le 13 août 1848 à Mulhouse (Haut-Rhin) et est mort en 1925 à Paris. Ernest Lang est un industriel textile (Les Fils d'Emanuel Lang). Fleurette Silz est née le 20 septembre 1853 à Mayence (grand-duché de Hesse), en Allemagne.
Léon Zadoc-Kahn et Suzanne Esther Lang se marient en 1899. Il apparaît comme médecin à l'Hôtel-Dieu de Paris, dans son acte de mariage.
Léon et Suzanne Zadoc-Kahn ont trois enfants : Jacqueline Eisenmann, née le 13 janvier 1904 à Paris et morte le 15 mai 1998 à Paris —  épouse de Jacques Charles Eisenmann, né le 21 juillet 1902 à Dijon (Côte-d'Or) et mort à Paris le 19 janvier 2006, à l'âge de 103 ans —, Jean Zadoc-Kahn et Bertrand Zadoc-Kahn. Bertrand Zadoc-Kahn, médecin-chef de l'hôpital américain de Paris, se suicide avec l'invasion de la France par les Nazis.

### Arrestation
La propriétaire du Washington Post, Katharine Graham, raconte : « Avec la défaite de la France, mon père [Eugene Meyer] fit venir en Amérique deux familles de sa parenté française, qui, comme Juifs, étaient en danger. Il leur apporta soutien, aidant les hommes à se procurer un emploi et donna de l'argent pour éduquer les enfants ici. Malheureusement, son cousin Léon Zadoc-Kahn et son épouse, Suzanne, avaient décliné l'offre de mon père pour les aider à quitter l'Europe, et sont morts finalement à Auschwitz. Leur fils Bertrand (Bertrand Zadoc-Kahn), un médecin qui dirigeait l'hôpital américain de Paris, se suicida par balle avec la défaite de la France. Sous le choc de sa perte, ils ne voulaient pas partir. La sœur de Bertrand Jacqueline resta en France et était cachée dans ce qui était au début la zone libre par une brave famille catholique. Elle et son mari, Jacques Eisenmann, étaient proches de mon père et sont toujours proches de moi. Ils sont bien des nonagénaires et immensément galants ».
Le prix Nobel de physiologie ou médecine pour 1980, Baruj Benacerraf, raconte dans ses mémoires (From Caracas to Stockholm) : « Léon Zadoc-Kahn, le frère de la grand-mère maternelle de Annette [l'épouse de Baruj Benacerraf], Berthe Bruhl, avait été un médecin distingué à l'hôpital Rothschild de Paris. Les Nazis dans leur cruelle exhaustivité avaient réussi à les localiser [Léon et Suzanne Zadoc-Kahn] dans un petit village près de Paris où ils se cachaient ». Leur dernière adresse est au Le Ruel, à Haravilliers en Seine-et-Oise.
De cette adresse, il écrit une lettre à Désirée Damengout, infirmière générale à l'hôpital Rothschild, le 28 décembre 1942 : 
Ma chère surveillante et amie.
« Les vœux que je vous adresse aujourd’hui vous les devinez - que l’année qui vient permette le rétablissement dans son fonctionnement normal de la maison qui nous est chère et pour vous personnellement le retour de tout ce qui fait la raison de vivre ».
« Je vous prie de vouloir bien transmettre mes souhaits à tous mes amis de la rue Santerre, infirmières et médecins. Si vous avez le temps, je serai bien heureux d’avoir des nouvelles de tous ceux et de... ».
Les époux Zadoc-Kahn sont arrêtés le 1er novembre 1943.
Au début du printemps de 1944, le père de Katharine Graham, Eugene Meyer, apprend  par Adolphe Dreyfus, qui habite à New York, que son cousin le docteur Léon Zadoc-Kahn et son épouse ont été arrêtés par les Nazis et emmenés vers une destination inconnue. Dreyfus demande à Meyer d'utiliser les ressources du Washington Post pour les trouver, mais Meyer est fataliste, déclarant qu'il n'a jamais entendu que quelqu'un en Amérique soit capable de faire quoi que ce soit pour une personne internée dans un camp de concentration en France. Dix ans plus tard, Eugene Meyer parle à son fils Bill Meyer de Léon Zadoc-Kahn et de son affection pour lui. Il avait vécu chez son cousin 6 mois à Paris. Il avait un portrait de Léon Zadoc-Kahn dans son salon à Mount Kisco, État de New York.

### Déportation à Auschwitz
Léon Zadoc-Kahn est déporté par le convoi no 62, en date du 20 novembre 1943 du camp de Drancy vers Auschwitz. Son épouse, Suzanne Zadoc-Kahn, est déportée avec lui, par le même convoi. Ils sont assassinés à leur arrivée à Auschwitz le 23 novembre 1943.

## Distinctions
Les décorations de Léon Zadoc-Kahn:
- Chevalier de la Légion d'honneur
- Croix de guerre 1914–1918

## Hommage
- Plaque commémorative 1939-1945 de l'Hôtel-Dieu de Paris (internes) 4e arrondissement de Paris[25].
- Inscrit au Mur des Noms du Mémorial de la Shoah[25].
- Une plaque dans le cimetière d'Haravilliers.

## Publications
- Deux cas de diabète grave chez des jeunes sans urobiline. 15 p. Note : Hôpital Saint-Antoine. Service de M. le Dr Hanot. - Extrait des Archives générales de médecine, n° de décembre 1896. Édition : Paris : Asselin et Houzeau , 1896.
- Étude sur la régénération du foie dans les états pathologiques (kystes hydatiques cirrhose alcoolique hypertrophique. Paris, 1896-1897, tome 24, n ° 185. Édition : Paris , 1897
- Résumé des titres et travaux scientifiques du Docteur Léon Kahn. 4 p. Édition : Paris : G. Steinheil , 1900.
- Résumé des titres et travaux scientifiques du docteur Léon Z. Kahn. 4 p. 1902 d'après le dépôt légall. Édition : [Paris] : G. Steinheil , 1902[26].

## Pour approfondir